# Politischer Beamter
Ein politischer Beamter ist ein Beamter, der ein Amt bekleidet, bei dessen Ausübung er in fortdauernder Übereinstimmung mit den grundsätzlichen politischen Ansichten und Zielen der Regierung stehen muss (§ 30 Abs. 1 BeamtStG). Politische Beamte können nach den Regelungen in § 54 Bundesbeamtengesetz (BBG) bzw. § 30 Beamtenstatusgesetz (BeamtStG) jederzeit in den einstweiligen Ruhestand versetzt werden. Befinden sie sich im Beamtenverhältnis auf Probe, können sie jederzeit entlassen werden (§ 36 BBG). Wie politische Beamte können auch Generale und Admirale in den einstweiligen Ruhestand versetzt werden (§ 50 Soldatengesetz).

## Bundesbeamte
Wer ein politischer Beamter ist und somit entsprechend den Erfordernissen dieses Berufs nach Bedarf in den einstweiligen Ruhestand versetzt werden kann, ist für Bundesbeamte in § 54 Bundesbeamtengesetz (BBG) geregelt. Demnach sind folgende Beamte auf Lebenszeit erfasst:
- Staatssekretäre (Besoldungsgruppe B 11);
- der Chef des Presse- und Informationsamtes der Bundesregierung (Besoldungsgruppe B 11), dessen Stellvertreter und der stellvertretende Sprecher der Bundesregierung (jeweils Besoldungsgruppe B 10);
- Ministerialdirektoren, in der Regel Abteilungsleiter in Bundesministerien, (Besoldungsgruppe B 9);
- Beamte des höheren Dienstes im Auswärtigen Dienst (ab Besoldungsgruppe B 3, sowie Botschafter der Besoldungsgruppe A 16);
- Beamte der Nachrichtendienste des Bundes (Bundesnachrichtendienst (BND), Bundesamt für Verfassungsschutz (BfV) und Militärischer Abschirmdienst (MAD)) ab der Besoldungsgruppe B 6.
- Der Generalbundesanwalt beim Bundesgerichtshof (Besoldungsgruppe R 9, entspricht Besoldungsgruppe B 9),
- der Präsident des Bundeskriminalamtes, der Präsident des Bundespolizeipräsidiums, der Präsident der Generalzolldirektion, Präsidenten des Bundesamtes für Migration und Flüchtlinge (jeweils Besoldungsgruppe B 9) und Präsidenten des Bundesamtes für Sicherheit in der Informationstechnik (Besoldungsgruppe B 8).
- die Präsidenten des Bundesamtes für Personalmanagement der Bundeswehr, des Bundesamtes für Ausrüstung, Informationstechnik und Nutzung der Bundeswehr sowie des Bundesamtes für Infrastruktur, Umweltschutz und Dienstleistungen der Bundeswehr (jeweils Besoldungsgruppe B 9).

Die Auflistung zeigt, dass Ämter im Bereich des Auswärtigen Dienstes am weitesten gefasst ist. Die meisten politischen Beamten sind Angehörige des höheren Dienstes im Auswärtigen Dienst im Geschäftsbereich des Auswärtigen Amtes. Dort waren im Bundeshaushalt 2021 940 Planstellen für politische Beamte ausgewiesen, davon 815 Planstellen im Ausland (Besoldungsgruppe A 16 und höher) und 125 Planstellen im Inland (Besoldungsgruppe B 3 und höher).
Bei den Nachrichtendiensten reicht die Definition des politischen Beamten bis zur Besoldungsgruppe B 6.

## Bundesminister und Parlamentarische Staatssekretäre
Bundesminister und Parlamentarische Staatssekretäre sind keine Beamte, stehen aber in einem öffentlich-rechtlichen Amtsverhältnis (§ 1 BMinG bzw. § 3 Abs. 3 ParlStG). Wie politische Beamte können Bundesminister gemäß § 9 Abs. 2 Satz 2 Alt. 1 BMinG und Parlamentarische Staatssekretäre gemäß § 4 1. Hs. ParlStG jederzeit entlassen werden.

## Landesbeamte
Wer politischer Landesbeamter i. S. v. § 30 Abs. 1 Satz 1 BeamtStG ist, bestimmt sich nach § 30 Abs. 1 Satz 2 BeamtStG i. V. m. mit dem jeweiligen Landesbeamtengesetz. Beispielsweise regelt § 37 des Beamtengesetzes für das Land Mecklenburg-Vorpommern, wer politischer Beamter ist. Dies sind demnach Staatssekretäre, der Sprecher der Landesregierung und der Leiter der Abteilung für Verfassungsschutz im Innenministerium.
Manche Landesbeamtengesetze kennen den Begriff des politischen Beamten jedoch nicht. Die rechtlichen Folgen sind stattdessen bei dem jeweiligen Amt im Gesetz geregelt. So gibt es das Institut des politischen Beamten im jetzigen Freistaat Bayern nicht.

## Geschichte
Preußen qualifizierte erstmals mit Gesetz vom 21. Juli 1852 Unterstaatssekretäre (entspricht heute einem Staatssekretär), Ministerialdirektoren, Oberpräsidenten, Regierungspräsidenten, die Vorsteher königlicher Polizeibehörden und die Landräte als politische Beamte. Bismarck erweiterte den Personenkreis mit § 25 des Reichsbeamtengesetzes vom 31. März 1873 um Beamte unterhalb des Direktorenrangs, sofern sie in der Reichskanzlei oder im Auswärtigen Dienst tätig waren. Dabei blieb es bis 1937, als die Nationalsozialisten in § 44 des Deutschen Beamtengesetzes auch den höheren Dienst (vom Regierungsrat an) in der Reichskanzlei, der Präsidialkanzlei und dem Auswärtigen Amt sowie alle Pressereferenten der Reichsministerien erfassten.
Unter § 36 des Bundesbeamtengesetzes (BBG) von 1953 (BGBl. I S. 551) fielen Staatssekretäre und Ministerialdirektoren, alle Beamte des höheren Dienstes im auswärtigen Dienst ab Besoldungsgruppe A 1a an aufwärts, der Präsident und der Vizepräsident des Bundesamtes für Verfassungsschutz, der Bundespressechef und dessen Vertreter sowie Oberbundesanwälte, sofern sie Beamte auf Lebenszeit waren.